# Carlos Fioriti
 Carlos Fioriti  ( Río Cuarto, provincia de Córdoba, Argentina, 1911-1991 ) fue un actor de cine, radio, teatro y televisión, además de autor de obras teatrales.

## Carrera profesional
Debutó en teatro en 1928 en la obra Los caballeros del altillo donde también trabajaba Olinda Bozán. Escribió varias comedias con Miguel Ligero, la primera de las cuales Mamma Giovanna fue estrenada en 1940 por la compañía de Jesús Gómez.
En 1945 actuó en Radio Mitre en la radionovela Falucho, el negro junto a Malvina Pastorino, Miguel Ligero y Pedro Tocci.
Su primera película fue Monte criollo (1935) y uno de sus papeles más relevantes lo cumplió en La fuga (1937). También filmó en el exterior con Pepe Iglesias en
Si usted no puede, yo sí (1951), en México, y ¡Che, qué loco! (1953) en España.
En 1959 en el programa televisivo La familia Gesa se divierte actuó junto a Dringue Farías acompañando a su personaje Coletti Press.

## Filmografía
Actor
- Sálvese quien pueda (1984)
- Los reyes del sablazo (1983)
- Yo tengo fe (1974) …Samuel
- La casa del amor (1973)
- La familia hippie (1971)
- Aquellos años locos (1971)
- Joven viuda y estanciera (1970)
- Los muchachos de mi barrio (1970) …Zapiola
- ¡Viva la vida!  (1969)
- Somos novios (1969)
- Deliciosamente amoral (1969)
- El festín de Satanás (1955)
- La calle del pecado (1954)
- Las tres claves (1953) …Soto
- Mercado negro (1953)
- ¡Che, qué loco! (1953) …Mangatutto
- Si usted no puede, yo sí (1951)
- Piantadino (1950)
- La otra y yo (1949)
- Edición Extra (1949) …Chávez
- La serpiente de cascabel (1948) …Varela
- El hombre del sábado (1947)
- Los hijos del otro (1947)
- Pachamama (1944)
- Eclipse de sol (1942)
- Sendas cruzadas (1942)
- El comisario de Tranco Largo (1942) …Saúl
- Bruma en el Riachuelo (1942)
- El hijo del barrio (1940)
- La carga de los valientes (1940)
- Chingolo (1940)
- Atorrante (La venganza de la tierra) (1939)
- Nativa (1939)
- Frente a la vida (1939)
- Hermanos (1939)
- Los caranchos de la Florida (1938)
- La fuga (1937) …Cachito
- Nace un amor (1937)
- Santos Vega (1936)
- Monte criollo (1935)

## Teatro
- 1953: Buenos Aires versus París, con la "Compañía Argentina de Grandes Revistas", con un amplio elenco en la que se encontraban Miguel de Molina, Alberto Anchart, Tito Lusiardo, Severo Fernández, Ubaldo Martínez, Alfredo Barbieri y Blanquita Amaro, entre otros.